# Turóc
Pour le chroniqueur hongrois, voir Johannes de Thurocz.
Turóc ou Túrócz (hongrois : Turóc [ˈtuɾots] ou Turóc vármegye ; allemand : Turz ; latin : Comitatus Thurociensis ; slovaque : Turiec) est un ancien comitat du royaume de Hongrie, fondé au XVe siècle.

## Nom et attributs

### Toponymie
Son territoire était situé dans le cercle en deçà du Danube, au nord du royaume, et était traversé par la rivière Turiec (Turóc en hongrois) dont il tire son nom.

## Localisation
Le traité de Trianon donna en 1920 ce comitat à la Tchécoslovaquie. Il est maintenant en Slovaquie où il forme la région de Turiec.
Il avait pour bornes les comitats de Trencsén au nord-ouest, d'Árva au nord-est, de Liptó à l'est, de Zólyom au sud-est, de Bars au sud et de Nyitra au sud-ouest.